# Barrie Island (Ontario)
Barrie Island – dawna gmina (ang. township) w Kanadzie, w prowincji Ontario, w dystrykcie Manitoulin. W 2009 wraz z Gordon została połączona w gminę Gordon/Barrie Island.
Powierzchnia Barrie Island to 78,9 km².
Według danych spisu powszechnego z roku 2001 Barrie Island liczy 50 mieszkańców (0,63 os./km²).